# Postklassieke periode
De postklassieke periode (Post-Classic stage, ongeveer 900 tot 1519 AD) is de vijfde periode van de Amerikaanse archeologie, zoals voorgesteld door Gordon Willey en Philip Phillips in hun boek Method and Theory in American Archaeology (1958). Ze volgde op de klassieke periode.
De culturen van de postklassieke periode bezitten een gevorderde metallurgie en een sociale organisatie gekarakteriseerd door een complexe verstedelijking en militarisering. Ideologisch worden de post-klassieke culturen beschreven als met een tendens naar een secularisering van de samenleving.
Tot de postklassieke periode worden onder andere de culturen der Inca's, Azteken, Tarasken, Mixteken, Totonaken, Pipil, Itza, Kowoj, K'iche', Kaqchikel, Poqomam en Mam gerekend. Ze eindigde met de Spaanse verovering van Mexico.

## Noord-Amerika
Rond het jaar 1000 n.Chr. vond in het uiterste noorden de succesvolle expansie van de Thule-mensen, de meest directe voorouders van de Inuit (Eskimo's).
Zuidelijker (bijna geheel Canada) woonden twee grote groepen. In het westen de Na-Dené-volkeren en in het oosten de Algonkin-volkeren. Men maakt vooral jacht op rendieren en elanden maar aan de kust was vis belangrijker. In het zuiden, rond de Grote Meren en langs bijna de gehele grens met de VS, woonden boeren, vissers, jagers en voedselverzamelaars. 
De westkust was van Zuid-Alaska tot Zuid-Californië dichtbevolkt, hoewel de van oorsprong Mexicaanse landbouw hier niet voorkwam. Wel verbouwde men andere gewassen zoals tabak. 
In het zuidwesten werd vanaf de 14-15e eeuw een omschakeling gemaakt in leefgewoonte. Men stopte met het bouwen van grote complexen en ging in kleinere dorpen wonen (pueblo's). 
Ook de Mississippi- en de door hen beïnvloede volkeren in het oosten stonden niet stil. Cahokia werd rond 1200 verlaten en het lijkt alsof men wegtrok uit het gebied van de centrale Mississippi. In andere gebieden kwamen juist steden op.
In het noordoosten sloot een aantal volkeren vrede en vormden een federatie die tot ver in de 18de eeuw een grote invloed zou hebben, onder andere op de Europese kolonisatie. De meeste mensen kennen hen onder de naam Irokezen, maar hun eigen naam was Haudenosaunee. Federaties werden in dit gebied de gangbare politieke structuur. 

### Meso-Amerika
De postklassieke periode van Meso-Amerika duurde van 900 tot de Spaanse verovering in de zestiende eeuw. Dit was de tijd waarin de Azteken leefden. De postklassieke periode wordt doorgaan onderverdeeld in vroeg post-klassiek (900-1200) en laat post-klassiek (1200-1519).
Het zuidelijke deel van Meso-Amerika (El Salvador, zuid/centraal Honduras, zuid Nicaragua en Noordwest-Costa Rica) werd in deze periode echt deel van het gebied. Dit door de migratie van volkeren uit Mexico zoals de aan de Azteken verwant zijnde Nicarao (migratie rond 1350).

### Caraïben

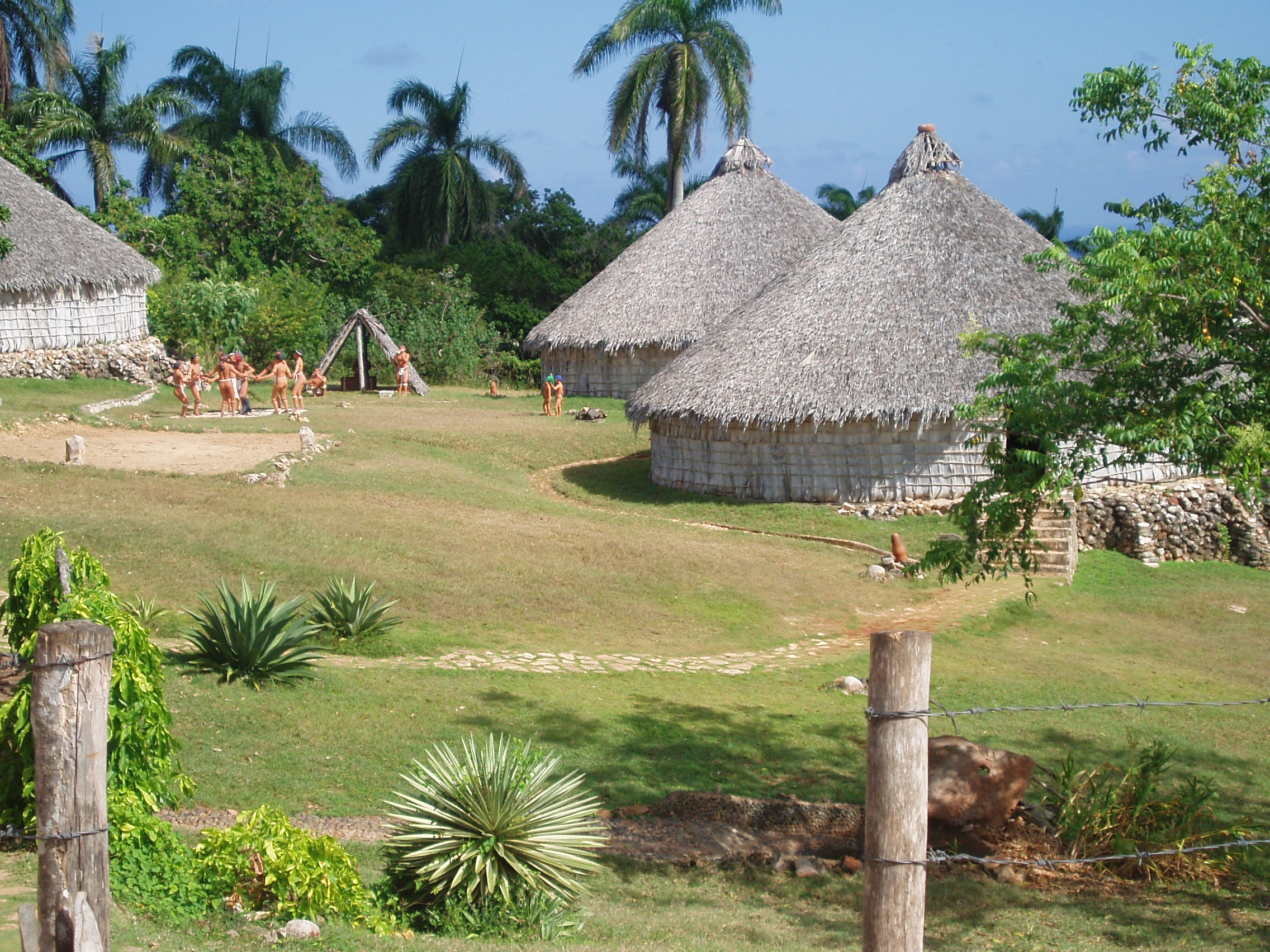
reconstructie op Cuba van eenTaíno-dorp

Over de Kleine Antillen is vrij weinig bekend, voornamelijk omdat veel eilanden niet door de Spanjaarden veroverd werden. Over de Grote Antillen weten we veel meer. Hier woonden de Taíno. Zij waren boeren (voornamelijk maniok maar ook onder andere maïs, ananas, pinda, pompoen en katoen). De gemeenschappen bestonden uit leiders (caciques, de term die later door de Spanjaarden voor bijna alle indiaanse leiders in Amerika gebruikt werd), edelen (“nitaíno”, daar komt het woord Taíno vandaan) en het gewone volk. Het eiland Hispañola (vandaag Haïti en de Dominicaanse Republiek) was waarschijnlijk het dichtst bevolkt en bestond uit ongeveer vijf verschillende politieke eenheden, cacicazcos genoemd. De Taíno waren Arawakken en kwamen dus oorspronkelijk uit Zuid-Amerika. Om de eilanden te bereiken had men natuurlijk goede zeewaardige boten nodig en uit de verslagen van onder andere Columbus blijkt dat ze die ook hadden. Het woord kano komt van het Taíno woord voor boot (canoa). Andere bekende Taínowoorden die via het Spaans overgingen op andere Europese talen zijn maïs (maïs), cassave (maniokmeel), orkaan (stormgod, oorspronkelijk uit het Maya), hangmat (een mat om in te slapen) en barbecue (constructie van hout om boven een vuur vis of vlees te braden). Vanuit Colombia (direct of via de Kleine Antillen) verkreeg men goud en tumbaga wat Columbus erg enthousiast maakte.

## Zuid-Amerika
De Andes kende vanaf de laat-14de eeuw de opbloei van het grootste indiaanse rijk ooit, dat van de Inca's. In de periode tussen Wari/Tiwanaku en de Inca's (1000-1400) waren verscheidene lokale culturen bijzonder succesvol. De belangrijkste daarvan was die van de Chimú. Zij woonden in hetzelfde Noord-Peruaanse kustgebied als de Moche (1-500) voor hen, en bouwden een machtig rijk op met een grote hoofdstad: Chan Chan. 